# Coupe de la Ligue anglo-italienne
La Coupe de la ligue anglo-italienne est une compétition internationale de football créée en 1969 réunissant les vainqueurs des coupes nationales en Angleterre et en Italie.

## Histoire
La compétition est créée en 1969 et oppose le vainqueur de la Coupe de la Ligue anglaise de football au vainqueur de la Coupe d'Italie de football en match aller-retour. La compétition est abandonnée au bout de trois ans avant de renaître en 1975, mais cette fois-ci le représentant anglais est le vainqueur de la Coupe d'Angleterre de football. Néanmoins elle est supprimée en 1976.

## Finales
| Année | Équipe 1        | Résultat | Équipe 2          | Aller | Retour |
| ----- | --------------- | -------- | ----------------- | ----- | ------ |
| 1969  | AS Rome         | 2-5      | Swindon Town      | 2-1   | 0-4    |
| 1970  | Bologne FC 1909 | 3-2      | Manchester City   | 1-0   | 2-2    |
| 1971  | Torino          | 0-3      | Tottenham Hotspur | 0-1   | 0-2    |
| 1975  | AC Fiorentina   | 2-0      | West Ham United   | 1-0   | 1-0    |
| 1976  | Southampton FC  | 1-5      | SSC Naples        | 1-0   | 0-5    |

## Source
- RSSSF